# Manitu

A "Manitu" szó a kanadai indián szótagokkal írva.

Manitu az észak-amerikai indián törzsek közül az algonkin indiánok elképzelte személytelen természetfeletti erő, a számos "szellem" egyike. 
Az algonkin indiánok hite szerint a természet és az élet közötti egyensúlyt és kapcsolatot a szellemek teremtik meg, és ebben kiemelkedő szerepe van "Gitche Manitunak", azaz a Nagy Szellemnek, illetve ma már pontosabb fordításnak tartják a "Nagy Kapcsolat" kifejezést. Az európai "lélek" felfogástól eltérően az algonkin törzsek hitvilága szerint növényeknek, köveknek, tárgyaknak is megvan a maga kapcsolata a természettel és az élettel, azaz a maga "manituja". 
A kifejezés először az útleírások alapján, majd az indiános könyvek által lett ismert Európában. Mivel az algonkin indiánok Észak-Amerika keleti partvidékén és a mai Kanada területén éltek, ahol először kerültek kapcsolatba telepesekkel, így az első ismertté vált indián kifejezések egyike lett Európában.

## Fordítás
- Ez a szócikk részben vagy egészben  a   Manitou című angol Wikipédia-szócikk fordításán alapul.  Az eredeti cikk szerkesztőit annak laptörténete sorolja fel. Ez a jelzés csupán a megfogalmazás eredetét és a szerzői jogokat jelzi, nem szolgál a cikkben szereplő információk forrásmegjelöléseként.
- Ez a szócikk részben vagy egészben  a   Manitu című spanyol Wikipédia-szócikk fordításán alapul.  Az eredeti cikk szerkesztőit annak laptörténete sorolja fel. Ez a jelzés csupán a megfogalmazás eredetét és a szerzői jogokat jelzi, nem szolgál a cikkben szereplő információk forrásmegjelöléseként.